# 局部分析
在數學裡，局部分析至少有兩種意思，這兩種意思都導源於先看和每一個質數p有關部份的問題，再試著將由每個質數所得到的資料整合成一「整體」圖像的概念。

## 群論
在群論裡，局部分析開始於西洛定理，它包含了有限群G有關每一個可整除G的目的質數p之結構。此領域之研究在有限簡單群分類的探索中有著大量的進展，其開始於敘述奇數目的群都是可解的范特-湯普遜定理。

## 數論
在數論裡，局部分析出現於丟番圖方程中，如以所有的質數p為模，尋找其解答的限制。下一步為以質數的次方為模，尋找p進數中的解。此類局部分析提供了其解為必要的條件。在局部分析(加上有實數解的條件下)亦提供了充分條件下，哈瑟原則即會成立－這是最佳的可能狀況。它確實在二次型中成立，但不一定在一般狀況(如橢圓曲線)都成立。此一觀點－想要了解需要哪些額外的條件－是極有影響力的，如在三次型中。
某些類型的局部分析為解析數論中哈代-勒特伍德圓法的標準應用及賦值向量環的使用－那完成了數論中的此一統一原則，兩者之基礎。